# Kongói réce

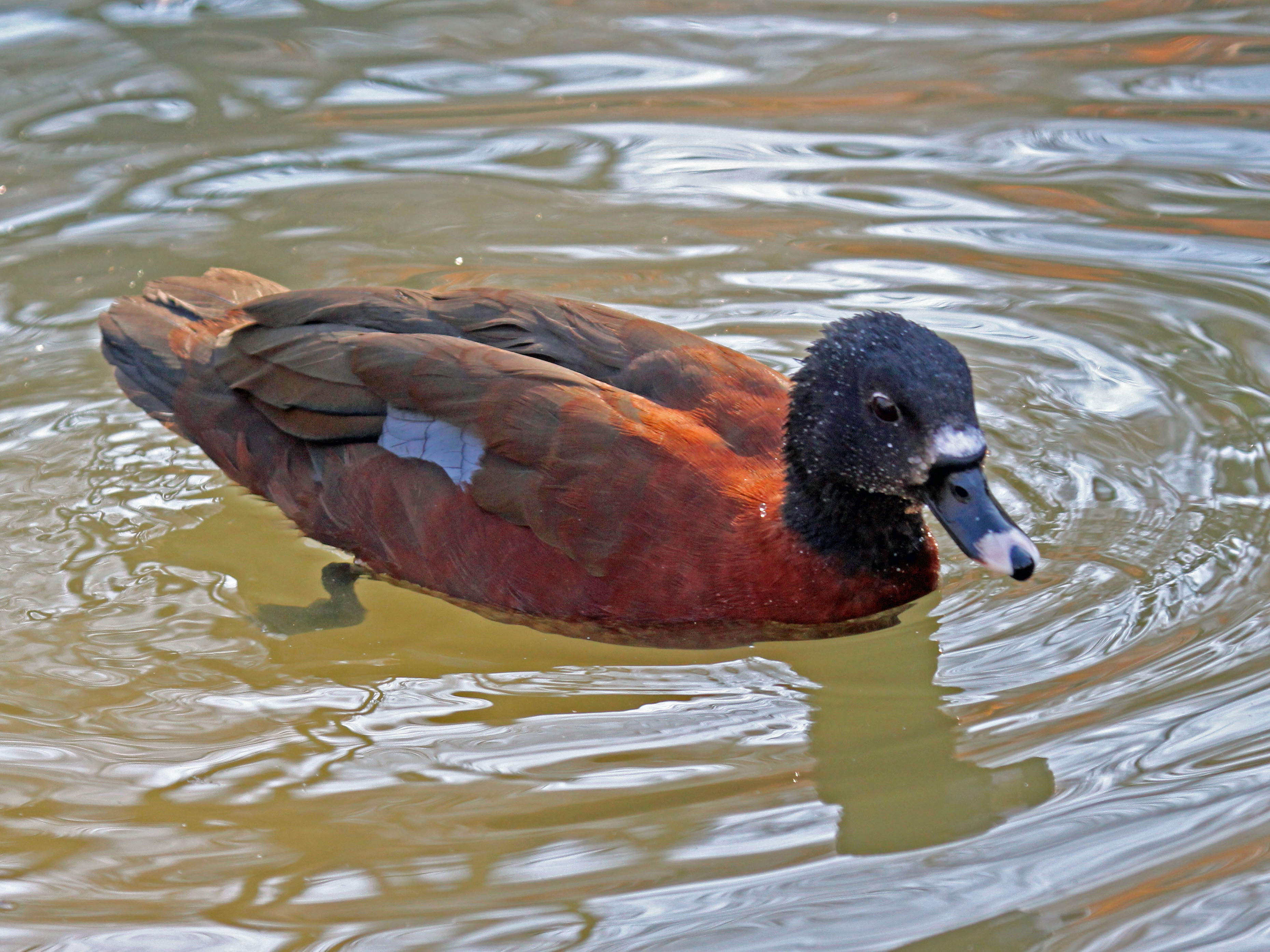

A kongói réce (Pteronetta hartlaubii) a lúdalakúak (Anseriformes) rendjébe, ezen belül a récefélék (Anatidae) családjába tartozó Pteronetta nem egyetlen faja.
Tudományos nevét Gustav Hartlaub német természettudósról kapta.

## Rendszertani problémái
Bár a fajt ma a réceformák (Anatinae) alcsaládjába, azon belül is a fényrécék (Cairini) nemzetségébe sorolják, besorolása az utóbbi időkben kérdésessé vált.
A DNS szintézisen alapuló vizsgálatok azt igazolták, hogy közeli rokonságban van az Etióp-magasföldön őshonos kékszárnyú lúddal (Cyanochen cyanopterus), amely egy másik alcsaládba, a tarkalúdformák (Tadorinae) tartozik. 
Miután ez kiderült, felmerült, hogy a két fajt egy közös alcsaládba kellene sorolni és így elkülöníteni a többi récefélétől. Erre eddig még nem került sor, de a récefélék családjában a közeljövőben bizonyosan változások lesznek, át kell strukturálni a teljes alcsaládrendszert.

## Elterjedése, élőhelye
Nyugat- és Közép-Afrika trópusi esőerdeiben él. Elterjedési területe eléggé szétszórt és két nagyobb területre osztható.
A nyugati populáció Mali déli részén, Guinea, Sierra Leone, Libéria területén és Elefántcsontpart nyugati erdeiben honos és egy maradék állománya él még Ghánában is.
A keleti populáció Nigéria, Kamerun, Egyenlítői-Guinea, Gabon, a Közép-afrikai Köztársaság, a Kongói Köztársaság, a Kongói Demokratikus Köztársaság területén, valamint Angola északi részén, Dél-Szudánban és Szudán déli területein honos.
A Közép-Afrikában élő madarak és a nyugat-afrikaiak között egy nagy szakadás van az elterjedési területben, mert a faj Elefántcsontpart keleti részén, Togo és Benin területén nem él.
Az esőerdők és galériaerdők kis tavaiban és az azokon átfolyó kisebb folyók mentén él. A partvidékeken mangroveerdőkben, a szárazföld belsejében nedves szavannákon is előfordulhat.

## Megjelenése
Testhossza 56–58 centiméter, testtömege 800–940 gramm. A tojó kisebb termetű, mint a hím. Nagyjából akkora, mint a tőkés réce (Anas paltyrhynchos).Eredeti elterjedési területén összetéveszthetetlen madár. Repülés közben különösen feltűnő kék szárnytükre.
A kongói réce tollazata egész évben ugyanolyan, nem ölt nászruhát és a récékre jellemző nemi kétalakúság hiányzik a fajnál.
A hím feje és nyaka fekete. A hím fejének elején egy fehér folt látható, ez némely hímeknél kifejezetten nagy is lehet. Tollazatának többi része vörösesbarna színű, ez szárnyain és farkán sötétebb árnyalatba megy át.
Jellemző bélyege világoskék szárnytükre, mely repülés közben látható és jól elkülönül a szárny többi részének barnás színétől. Szárnyának alsó fele sötétbarna.
Csőrének töve fekete, vége barnásszürke. Lábai sötétbarnák.
A tojó nagyon hasonlít a hímre, csak kisebb és a fehér folt a fején jóval kisebb, néha hiányozhat is.

## Életmódja
Párokban vagy ritkán kisebb csoportokban élő faj. A vedlés idejére - mikor mint minden réceféle ideiglenesen elveszíti röpképességét - az arra alkalmas helyeken átmenetileg több madár is összegyűlhet. De itt sem verődik 30 egyednél nagyobb csapatokba. Más récefajokkal nem vegyül, azokkal nem alkot vegyes csapatot.

## Szaporodása
Szaporodási szokásairól a szabadban viszonylag kevés információ áll rendelkezésre. 
A szaporodási időszak, úgy tűnik, hogy az esős évszak függvényében alakul. A monogám párok egész évben azonos helyen élnek, ott revírt tartanak fenn. A fogságban végzett felmérések szerint territoriális faj és egy-egy pár több szaporodási időszakra is együtt maradhat. 
Faodvakba, természetes üregekbe építi fészkét, többnyire tollakból
Fészekalja 8–11 krémszínű tojásból áll, melyen 30–32 napig kotlik. A fészeképítés és a kotlás kizárólag a tojó feladata. A fiókák fészekhagyók, kikelésük után rövidesen elhagyják a fészket. Felnevelésükben már segít a hím is. A fiatal récék 56-60 nappal kikelésük után lesznek röpképesek.

## Természetvédelmi helyzete
A faj természetes populációinak mértékét nehéz megbecsülni. A nyugat-afrikai állomány úgy tűnik nagyjából 1000 egyedből állhat és erőteljesen fogy. A csökkenés Ghánában a legerőteljesebb, pedig ott az 1970'-es években még kifejezetten gyakori fajnak számított.
A közép-afrikai populáció jóval nagyobb, nagyjából 10.000 és 50.000 egyed közé tehető az egyedszám. Kamerun, Gabon, a Kongói Köztársaság és a Kongói Demokratikus Köztársaság területén az erdős területeken még igen jelentős egyed él.
Összességében azonban a faj még nem fenyegetett, így a Természetvédelmi Világszövetség Vörös Listáján a „nem veszélyeztetett” kategóriába tartozik.

## Fordítás
- Ez a szócikk részben vagy egészben  a   Hartlaubente című német Wikipédia-szócikk ezen változatának fordításán alapul.  Az eredeti cikk szerkesztőit annak laptörténete sorolja fel. Ez a jelzés csupán a megfogalmazás eredetét és a szerzői jogokat jelzi, nem szolgál a cikkben szereplő információk forrásmegjelöléseként.